# Rio da Água Pieão
O Rio da Água Pieão é um curso de água do arquipélago de São Tomé e Príncipe, localizado no distrito de Cantagalo, ilha de São Tomé. Este curso de água corre para Oeste até encontrar o mar na Praia Picão próximo à localidade de Santana.